# Serrinha dos Pintos
Pour les articles homonymes, voir Pintos.
Serrinha dos Pintos est une municipalité brésilienne située dans l'État du Rio Grande do Norte.